# 루거우차오 사건
루거우차오 사건(노구교 사건, 문화어: 로구교 사건) 혹은 7·7 사변(七七事变)은 1937년 7월 7일에 베이핑 서남쪽 방향 루거우차오(루거우 다리, 중국어 간체자: 卢沟桥, 정체자: 盧溝橋, 병음: Lúgōuqiáo)에서 일본군의 자작극으로 벌어진 발포 사건으로, 중일 전쟁의 발단이 되었다. 이 사건을 계기로 일본 제국과 중화민국은 전쟁 상태로 돌입, 그 후 전선을 확대하게 되었다.

## 명칭
이 전투는 나라에 따라 다음과 같이 여러 명칭으로 불린다.
- 서방 측 명칭
  - 영어: The Marco Polo Bridge Incident(마르코 폴로 다리 사건)
  - 영어: Battle of Lugou Bridge(루거우 다리 전투)

- 중화민국/중화인민공화국 측 명칭
  - 중국어 간체자: 七七事变, 정체자: 七七事變, 병음: Qīqī Shìbiàn 치치 스볜[*]: 7.7 사변
  - 중국어 간체자: 卢沟桥事变, 정체자: 盧溝橋事變, 병음: Lúgōuqiáo Shìbiàn 루거우차오 스볜[*]: 루거우차오 사변
  - 중국어 간체자: 七七卢沟桥事变, 정체자: 七七盧溝橋事變, 병음: Qīqī Lúgōuqiáo Shìbiàn 치치 루거우차오 스볜[*]: 7·7 루거우차오 사변

- 일본 측 명칭
  - 일본어: 盧溝橋事件 Rokōkyō Jiken/로코쿄 지켄[*]: 로코쿄 사건

## 배경
1931년 일본은 중국 북동부 지역인 만주를 점령하고 괴뢰 정권인 만주국을 세웠고 다음해에는 열하성(熱河省)을 점령하였다. 이처럼 일본의 침략이 동북 지방에 가속화되자 중국 내에서 점차 항일 운동이 확산되었으나 장제스는 먼저 공산당을 분쇄하여 통일을 이루고 난 뒤에 일본에 대항하자고 주장하며 대공산군 토벌작전에만 몰두하였다. 그러나 중국 내, 특히 동북 지방에서 반일운동이 거세게 전개되고 1936년 동북군 사령관 장쉐량이 시안 사건을 일으키자 중국 공산당과 국민당은 내전의 중단에 합의하고 일본의 침략에 공동으로 대응하려는 두 번째 국공합작을 구축했다.
루거우차오는 마르코 폴로 다리라고도 부르는데 이 다리는 전략적으로 베이징과 연결되는 중요한 거점으로 사건 발발 당시 일본군은 서쪽을, 국민당군은 동쪽을 관할하고 있었다.

## 사건의 전개
당시 이 부근에 주둔한 군대는 국민혁명군 쑹저위안(宋哲元)의 29군이었고 일본군은 다시로 간이치로(田代皖一郎)가 지휘하는 중국주둔군이었다. 양 군은 서로 다리를 놓고 대치하고 있었다.
1937년 7월 7일 야간 훈련 중이던 일본군 중대에서 총소리가 들리고 일본군 병사 1명이 행방불명이 되는 일이 발생했다. 행방불명되었던 일본군병사는 20분 뒤에 부대로 복귀했으나 일본군은 중국군에게 중국 주둔지역으로 일본군을 보내 수색하겠다고 요청하였고 중국군은 거절하였다. 일본군은 곧 전투태세에 들어가 다음 날인 8일 새벽 중국군 진지에 포격을 시작하고 공격하여 루거우차오를 점령했다. 양측이 공방이 계속되는 가운데 11일 새벽 일단 현지에서 정전협정이 체결되었다. 일본군은 다음의 세 가지 조건을 내세웠다.
- 국민당은 베이징 내의 모든 반일단체를 일소하고 반일활동을 중지할 것.
- 국민당은 7월 7일 사건의 모든 책임을 질 것.
- 쑹저위안 등 29군의 고위 장교들은 반드시 사과할 것.

이같은 조건을 내걸고 현지에서 협상이 벌어지는 동안 일본 본국의 제1차 고노에 내각은 이 사건을 계기로 중국침략을 가속하기로 결정하였다. 일본 정부는 이 사건이 ‘중국 측의 계획적인 무력 사용’이라고 단정하고 중국에 전면적인 파병을 발표했다.
일본군과 협상은 결렬되고 곧 일본군은 전면적인 공격을 개시하여 중일전쟁이 시작되었다.

## 결과
중국군은 기계화 병력인 일본군의 침략에 속수무책으로 밀렸다. 베이징은 8월 29일에, 다음 날은 톈진이 함락되었다. 이 루거우차오 사건으로 중화민국과 일본의 전쟁이 전면전으로 확대되었고 중국내 반일감정은 더욱 거세졌다. 국민당은 공산군과의 내전을 종식하고 함께 대(對)일본 항전에 들어갔다.
이 사건과 비슷한 자작극에는 다음과 같은 사건이 있다.
- 글라이비츠 방송국 공격 사건 : 독일 대 폴란드
- 마이닐라 발포 사건 : 소련 대 핀란드

## 같이 보기
- 차하르 작전